# Mimacalolepta dunni
Mimacalolepta dunni är en skalbaggsart som beskrevs av Stefan von Breuning 1976. Mimacalolepta dunni ingår i släktet Mimacalolepta och familjen långhorningar. Inga underarter finns listade i Catalogue of Life.